# ابوبکر علی کمال
ابوبکر علی کمال (انگلیسی: Abubaker Ali Kamal؛ زادهٔ ۸ نوامبر ۱۹۸۳) دونده دو نیمه‌استقامت و دونده دو استقامت اهل قطر است.